# Ildefons von Toledo

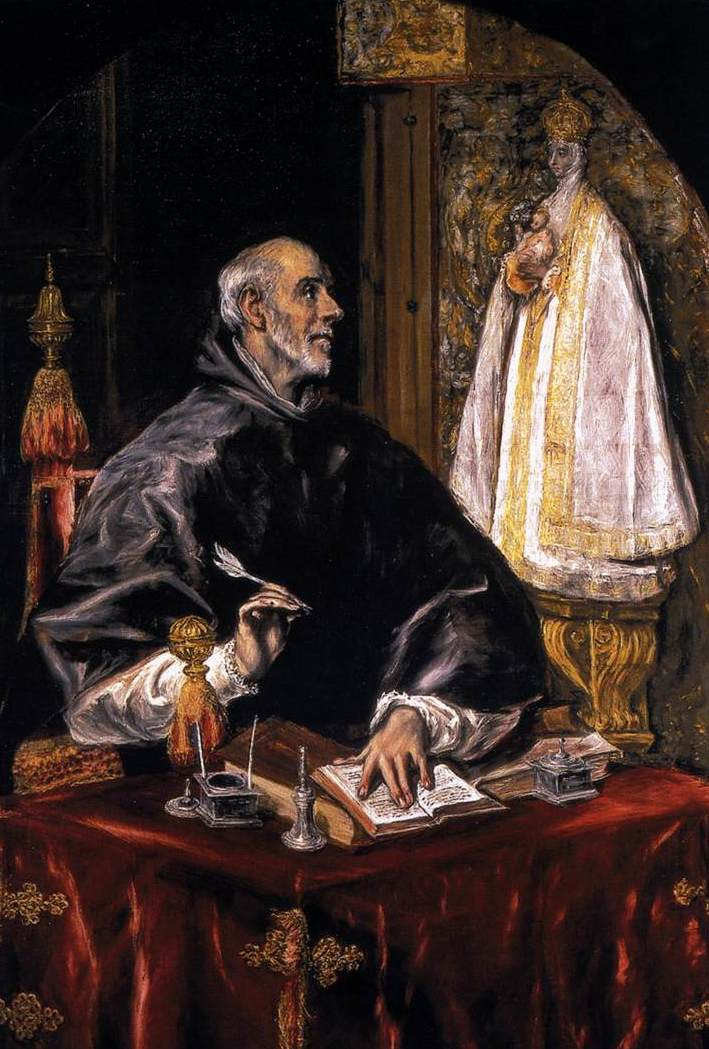
Der hl. Ildefons, Altarbild von El Greco (um 1604)

Ildefons (* um 607 in Toledo; † 23. Januar 667) war Erzbischof von Toledo von 657 bis 667. Er wird in den orthodoxen Kirchen und der katholischen Kirche als Heiliger verehrt.

## Leben
Ildefons entstammte der westgotischen Oberschicht, sein gotischer Name Hildefuns bedeutet ‚Der Kämpfer‘. Er wurde um 607 geboren und war ein Neffe von Eugenius III. von Toledo sowie ein Schüler des hl. Isidor von Sevilla. Schon in jungen Jahren trat er in das Kloster Agali ein, eine Niederlassung von Regularkanonikern bei Toledo. In seiner Zeit dort gründete und finanzierte Ildefons ein Nonnenkloster und wurde später Vorsteher des Klosters von Agali. In diesem Amt gehörte er zu den Unterzeichnern der Beschlüsse der Konzile von Toledo von 653 und 655. Im Jahr 657 wurde er von dem westgotischen König Rekkesvinth als Erzbischof von Toledo berufen, ein Amt, das er bis zu seinem Tod bekleidete.
Ildefons war wegen seiner großen Beredsamkeit berühmt und ist in Spanien als „Alonso“ hoch verehrt. Er war Schriftsteller und setzte die gotische Chronik des Isidor fort. Er schrieb mehrere theologische Werke, versuchte sich aber auch in Poesie. Sein berühmtestes Werk wurde De Viris illustribus. Er trug viel zur Verehrung der Jungfrau Maria in Spanien bei.

## Verehrung
Ildefons starb am 23. Januar 667; seine Reliquien befinden sich in der Basilika Santa Leocadia in Toledo. Sein Gedenktag ist der 23. Januar. Ildefons wird entweder im Habit eines Ordensmanns oder im Ornat eines Bischofs dargestellt. Seine Attribute sind Buch und Feder, Mitra und Krummstab, Rochett und Mozzetta sowie ein Madonnenbildnis. Häufiges Bildthema ist die wundersame Übergabe des Priester- oder Bischofsgewandes durch die Gottesmutter.
Viele Kirchen auf der Iberischen Halbinsel und im spanisch-portugiesischen Kolonialreich sind dem Patronat des hl. Ildefons unterstellt, darunter die bereits im 16. Jahrhundert erbaute Kathedrale von Mérida (Mexiko) oder die Jesuitenkirche San Ildefonso in Toledo und die Basilika San Ildefonso in Jaén.

## Schriften
Seine Schriften wurden in Mignes Patrologia latina (PL 96) publiziert.
- De virorum illustrium scriptis 
enthält seine Autobiographie
- Libellus de virginitate s. Mariae contra tres infideles
- Sermo in die s. Mariae

Neuausgaben:
- Carmen Codoñer Merino (Hrsg.): El «De Viris Illustribus» de Ildefonso de Toledo. Estudio y edición crítica, Coleccion EF, 1972